# Acacia exocarpoides
Acacia exocarpoides là một loài thực vật có hoa trong họ Đậu. Loài này được W.Fitzg. miêu tả khoa học đầu tiên.